# Tratado elemental de química

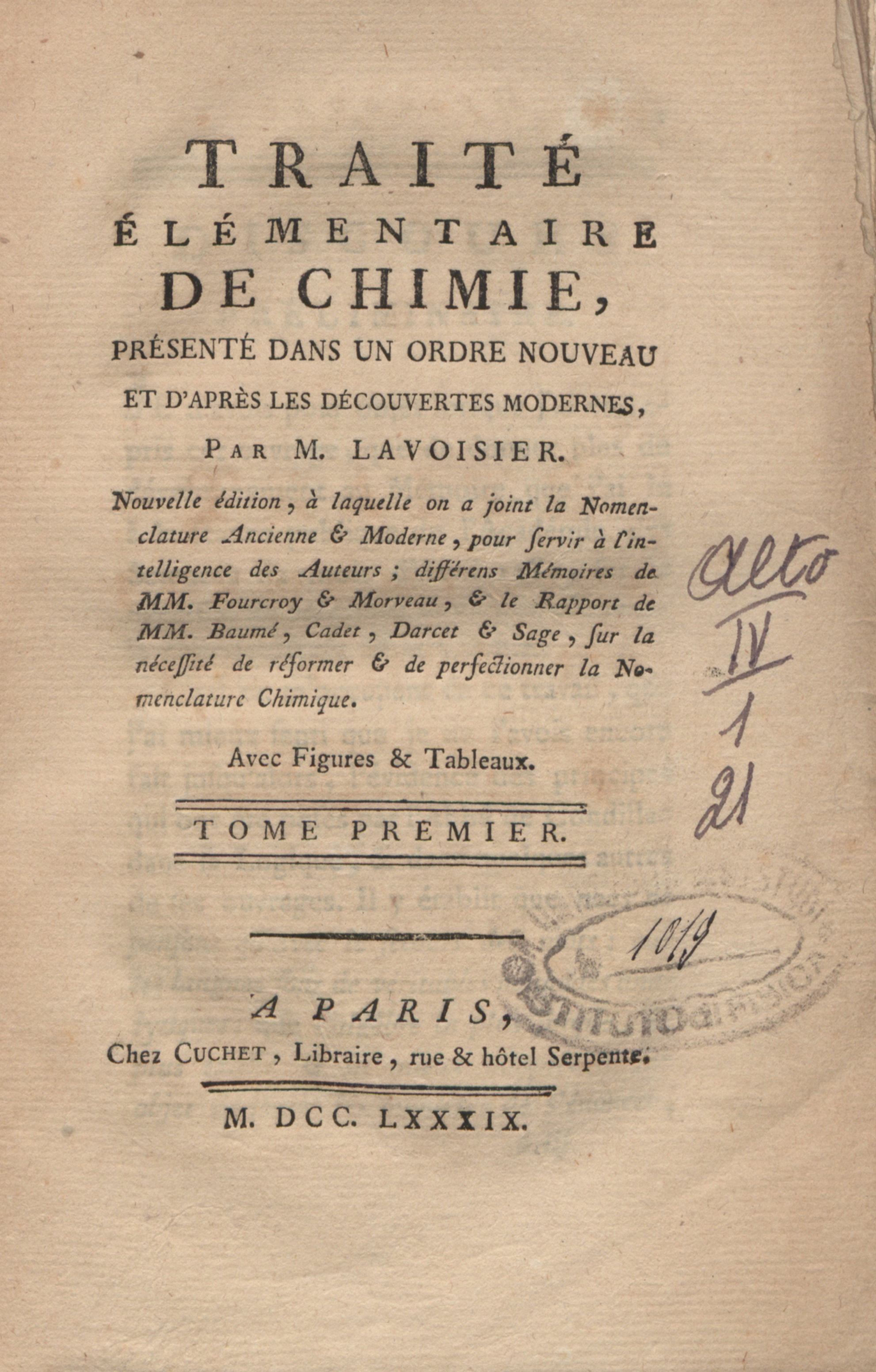
Traité élémentaire de chimie

El Tratado elemental de química (en francés Traité Elémentaire de Chimie) es un libro escrito por el químico Antoine Laurent de Lavoisier (1743 - 1794). Su primera edición fue publicada en París, Francia, en el año 1789.
Considerado el primer texto de la química moderna y el texto más destacado de su autor, Lavoisier redacta sus descubrimientos más importantes con la intención de dárselos a conocer a científicos de su época.

## Contexto histórico
Lavoisier publica el Tratado en 1789, año de la Revolución francesa. A finales del siglo XVIII la alquimia estaba en declive. En este sentido, la obra del químico supone una crítica a dicho campo y una reconstrucción de los fenómenos químicos conocidos en su tiempo bajo una perspectiva lógica.

## Aportaciones
Entre las aportaciones del Tratado elemental de química se encuentran:
- Su definición de "elemento" a las sustancias puras, aquellas que no pueden descomponerse en unas más sencillas.
- Bajo el criterio de "elemento", consideró 33 sustancias, incluyendo el calor y la luz.
- Su Ley de conservación de la materia, la cual pronuncia que la materia y la energía no se crea ni se destruye, solo se transforma.
- Introdujo en él su método de nomenclatura química.[3]
- Describió una teoría acerca de la formación de algunos compuestos sobre la base de los elementos.
- Expone la química como una disciplina científica, que forja sus bases en la experimentación e investigación científica,
- Propone el método análisis gravimétrico para el estudio e interpretación de las reacciones químicas.
- Detalla descripciones de sus técnicas y equipo utilizadas por él, para la realización de sus experimentos.

Con esta obra la química adquirió un nuevo lenguaje analítico y metódico que ayudó a facilitar las tareas a otros químicos, logrando una mejor comunicación entre ellos, así como el asentamiento de bases fijas para la comprensión de la química.

### Ilustraciones
Las ilustraciones de este tratado son de Marie-Anne Pierrette Paulze, mujer de ciencias, esposa y colaboradora de Antoine Lavoisier.